# Luther Ingram
Luther Ingram (Jackson (Tennessee), 30 november 1937 - Belleville (Illinois), 19 maart 2007) was een Amerikaanse R&B/soulzanger en -songwriter.
Ondanks dat hij voor een klein label (Koko Records, eigendom van Ingrams manager en producer Johnny Baylor) werkte, kwamen verschillende van zijn songs in de pop- en R&B-hitlijsten terecht. Op het hoogtepunt van zijn commerciële succes werkten Koko Records en Baylor nauw samen met het in Memphis (Tennessee) gevestigde label Stax Records.
Ingram is internationaal gezien het meest bekend van zijn hit If Loving You Is Wrong (I Don't Want to Be Right), geschreven door Homer Banks, Carl Hampton en Raymond Jackson. Dit lied uit 1972 kwam op de eerste plaats in de Billboard R&B Chart en op de derde plaats van de Billboard Hot 100-chart. Later werd dit nummer succesvol gecoverd door Millie Jackson en Barbara Mandrell. Andere populaire songs waren Ain't That Loving You (For More Reasons Than One) en I'll Be Your Shelter. Hij was ook medeschrijver van de hit Respect Yourself van de Staples Singers.
Luther Ingram stierf op 69-jarige leeftijd na jarenlang met zijn gezondheid te hebben getobd (hij leed onder meer aan nierproblemen).